# شركة تللي
شركة تللي ( شركة تويتفيد سابقًا ) كانت شركة مقرها الكويت وتدير منصة لاكتشاف الفيديو وتقدم خدمات بث الفيديو في الشرق الأوسط وشمال إفريقيا. كما تضم المنصة أفلام بوليوود الهندية والمحتوى المنتج محليًا والبرامج التلفزيونية والمحتويات الأصلية الحصرية بالإضافة إلى الأفلام القصيرة الكويتية على موقعها على الإنترنت.

## التاريخ
تأسست شركة تللي في عام 2009 في الولايات المتحدة. تخدم الشركة في المقام الأول المملكة العربية السعودية والبحرين والإمارات العربية المتحدة والكويت وقطر وعمان ولبنان والأردن ومصر والمغرب والجزائر وتونس والعراق واليمن مع تواجد محلي ومكاتب في الكويت ودبي.
في عام 2013، استحوذت تللي على (شاشا)، والتي أطلق عليها اسم نتفليكس في الشرق الأوسط، لخدمة بث الفيديو إلى العالم العربي. في وقت لاحق، تعاونت تللي مع «تلفاز 11»، شبكة تلفزيون الإنترنت الرئيسية في المملكة العربية السعودية، لخدمة قاعدة العملاء هذه للنافذة الأولى قبل أن يصل البرنامج إلى يوتيوب.